# Vena mesentérica superior
En anatomía humana, la vena mesentérica superior o mayor, es un vaso sanguíneo venoso que se encuentra en el abdomen. Asciende desde la porción posterior del páncreas y se une a la vena esplénica en la región del cuello del páncreas, conformando el tronco espleno-mesaráico, que luego junto con la vena mesenterica inferior formaran la vena porta. Recoge la sangre venosa procedente del intestino delgado, del colon ascendente y colon transverso. La trombosis de la vena mesentérica superior es un proceso patológico poco habitual que puede causar isquemia mesentérica y tener graves consecuencias.

## Tributarias de la vena mesentérica superior
- Vena gastroomental derecha
- Vena pancreatoduodenal inferior
- Vena yeyunal
- Vena ileal
- Vena cólica media
- Vena cólica derecha
- Vena ileocólica

## Importancia clínica
La trombosis de la vena mesentérica superior es bastante rara, pero es una causa importante de isquemia mesentérica y puede ser letal. Se estima que entre el 10 y el 15% de la isquemia mesentérica se debe a la trombosis mesentérica.